# Pórdim
Pórdim (en búlgaro: По̀рдим) es una ciudad de Bulgaria, capital del municipio homónimo en la provincia de Pleven.

## Geografía
Se encuentra a una altitud de 171 m s. n. m. a 192 km de la capital nacional, Sofía.

## Demografía
Según estimación 2012 contaba con una población de 1 744 habitantes.
|         | 2004  | 2005  | 2006  | 2007  | 2008  | 2009  | 2010  | 2011  |
| Mujeres | 1 153 | 1 144 | 1 122 | 1 111 | 1 100 | 1 100 | 1 075 | 1 011 |
| Varones | 1 130 | 1 108 | 1 076 | 1 042 | 1 021 | 1 017 | 1 011 | 992   |
| Total   | 2 283 | 2 252 | 2 198 | 2 153 | 2 121 | 2 117 | 2 086 | 2003  |